# 幸福屋
『幸福屋』（こうふくや）は、姫神ヒロによる日本の漫画作品。『ザ マーガレット』（集英社）にて連載された。

## 登場人物

### 幸福屋
シド
幸せのキッカケを売る者。幸福屋の店長。
メノウ
幸福屋の店員。人の運命を狂わせる。

### 幸福屋の客
池内 マユ（高1）

柊 アヤ（高1）

深津 ニナ（高1）

藤崎 アイリ（高3）

美咲 コウ（高3）

瀬野 あゆみ（高1）

メスの狼

綾瀬 椿（高2)

大西 エイコ（高1）

宮沢 舞（高3）

平山 らん子（高3）

蒼井 穂波（高3）

並木 風子（高1）

## 幸せになる商品
シドが人を幸せにする商品。使用するものは人間だけではない。しかしほとんどの人間が使い方を誤り、悲しい結末になっていることが多い。
幸福のピアス 人のウワサが気になるアナタに…
これをつければ聴覚が普段の数倍になる。しかし使いすぎると聞こえないはずの声まで聞こえるようになってしまう。
幸福のブレスレット 友情の絆に悩むアナタに…
1つは自分にもう1つは友人の方に付ける。そうすれば失いかけた友情を取り戻す事ができる。しかし性質上、1週間以上使用すると絆が強くなりすぎて悲劇を招くこともある。
夢のお香 幸せな夢見たいアナタに…
夜寝る前にお香をたくだけで自分が望む夢を見ることができる。しかしあまりにリアルなため夢と現実を混同してしまう事がある。
幸福の雫 彼が欲しいアナタに…
異性の心を引き寄せる魔法の香水。つければ異性は自分が欲しくてたまらなくなる。しかしつけすぎると周りが酔い、相手は自制心を失う。
予言カレンダー 未来が知りたいアナタに…
その日自分のまわりで起こる全ての出来事が書かれている。しかし1日分の予言しか見てはいけない。見て公表すれば未来を大きく変えてしまい、自分が死ぬ運命になってしまう。
幸福の珠 人生に疲れたアナタに…
悩みを消す魔法の薬。これを飲めば自分のストレスの原因になっている人を消す事ができる。しかし使い方次第では自分も消滅してしまう。
幸福の薬 人間に愛したアナタに…
人間になれる魔法の薬。人間の他になれるかは不明。しかし未完成なので、鏡に写れば本来の姿が写ってしまう。
生命の源水 顔色が優れないアナタに…
これを自分の影に数滴落とすだけで影が自分の代わりをしてくれる。しかし太陽の光が必要で日が沈む前に戻らなければならない。人工の光から出来た影に使用すると犯罪などを繰り返す。最悪の場合、自分が影と化してしまう。
魂言のブローチ 会話が苦手なアナタに…
胸元に付けるだけで会話が苦手な自分を助けてくれる。しかし魂言のブローチは欠陥品で使用し続けると必要以上に言葉が出てくる恐れがある。
奏者の涙 ピアノが上手くなりたいアナタに…
爪に塗ることで魅惑的な音色を奏でる事が出来る。実は昔、ピアノを愛する少女がいて、彼女が弾くピアノの音色は美しく誰もが惹かれた。しかし彼女は事故により指を失ってしまう。ピアノへの強い想いを抱いたまま自ら命を絶った。奏者の涙は彼女の血でできている。ただしこれからもピアノを愛し、ピアノのために生きなければならない。
絆人形 友情をとり戻したいアナタに…
人形の背中に1つは自分の髪を、もう1つは仲直りしたい人の髪を入れると壊れた友情は元通りになる。幸福のブレスレットとよく似ているが、欠点らしき点はない。
姿偽の実 理想の自分に変わりたいアナタに…
これを飲めば数時間だけ自分が憧れる姿に変わることが出来る。しかし代償も大きく、この実を飲む度に誰かの記憶から今の自分に関する記憶が消えてしまう。
フォー 友達が欲しいアナタに…
とても賢く人懐っこい猫。自分を愛してくれる。しかしその気がなくても自分が言った事を難なくする。最悪の場合自分が猫と化してしまう。前世のフォーの主人はとても躾に厳しい人で、フォーも期待に応えようとしたが、主人は満足せずあっさり捨ててしまった。その後、病にかかり寂しい死を遂げるがその記憶は忘れている。

## 書誌情報
- 姫神ヒロ『幸福屋』集英社〈マーガレットコミックス〉、全2巻
  1. 2007年6月25日発売[1]、ISBN 978-4-08-846185-4
  2. 2008年7月25日発売[2]、ISBN 978-4-08-846318-6